# Ананасовий сік

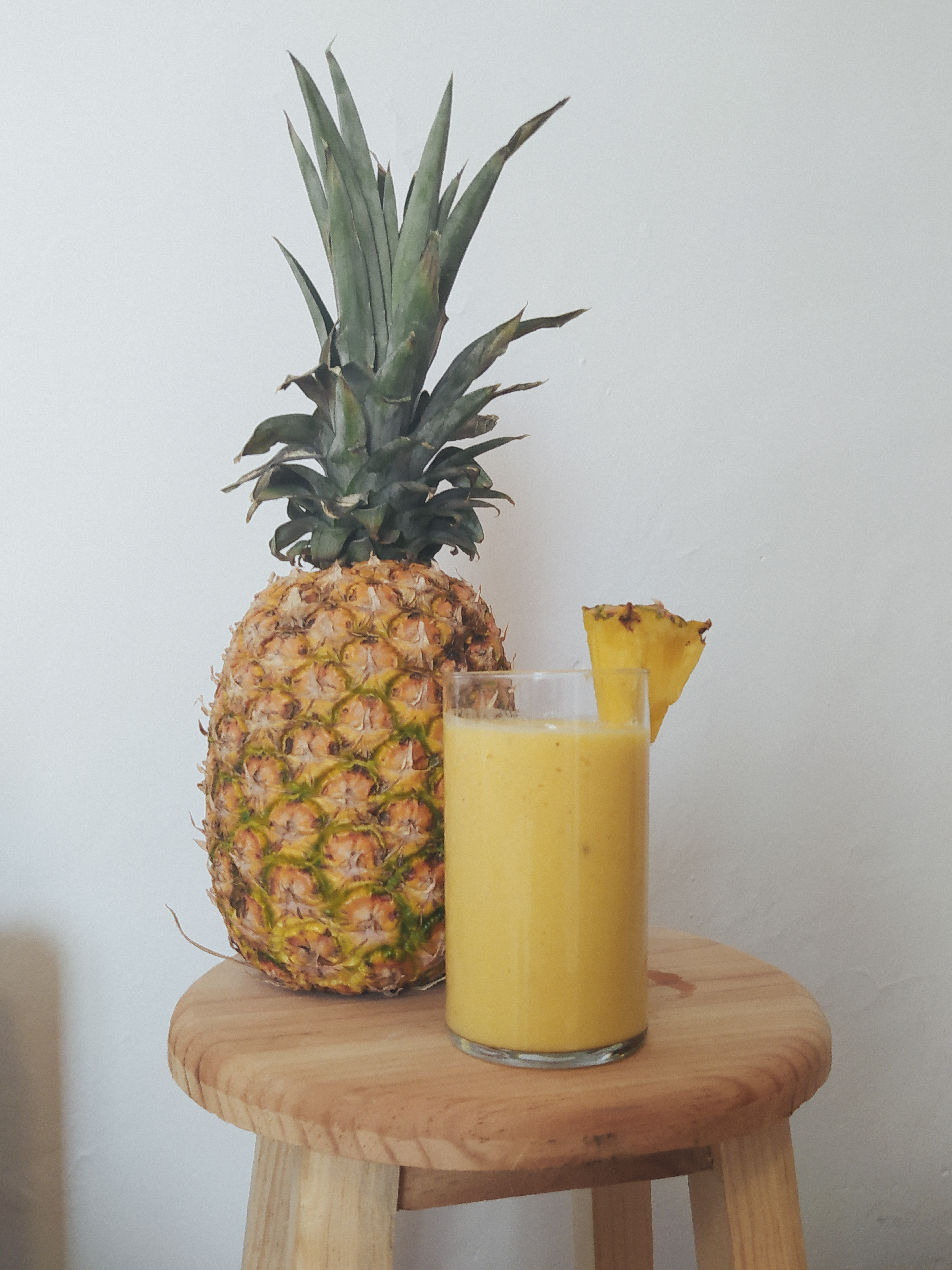
Ананасовий сік у склі

Ананасовий сік – це сік, отриманий шляхом віджимання натуральної рідини з м’якоті ананаса (плоду тропічної рослини).  Численні сорти ананаса можна використовувати для виробництва комерційного ананасового соку, найпоширенішими з яких є Smooth Cayenne, Red Spanish, Queen і Abacaxi.  На виробництві ананасовий сік зазвичай консервують. 
Використовується як окремий або змішаний соковий напій, а також для смузі, коктейлів, кулінарних присмаків і як розм’якшувач м’яса.  Ананасовий сік є основним інгредієнтом пінья-колади та тепаче.

## Історія
Немає жодних записів про те, як і коли ананаси прибули на Гаваї, деякі звіти про те, що ананаси викинуло на берег після аварії іспанського чи португальського корабля або привезли на берег моряки.  Можливо, фрукти прибули з Іспанією за роки до прибуття капітана Джеймса Кука в 1778 році , але інше джерело стверджує, що перший ананас посадив дон Франциско де Паула Марін.  Хоча Марін був садівником, який представив багато нових рослин на Гаваях, він, можливо, не був першою людиною, яка представила ананаси на Гаваях, але описав посадку ананасів у своїх журналах у 1813 році 
Ананасовий сік сприяв успіху ананасової промисловості в 1930-х роках. У 1932 році Hawaiian Pineapple Company успішно розробила процес освітлення соку, вловлюючи при цьому аромат і смак фруктів.  Широкомасштабне вирощування ананасів призвело до створення асоціації торгівлі ананасами, яка встановила суворі виробничі обмеження щодо консервування цілих, нарізаних і подрібнених ананасів. Попри те, що представники індустрії домовилися про ці обмеження в угоді про пул 1934 року, галузь звернулася до консервування ананасового соку, щоб розширити комерційні можливості, одночасно використовуючи переваги фруктових соків як нової тенденції в напоях для сніданку. 

## Виробництво
Ананасовий сік виготовляють зі стиглих ананасів.   Щоб очистити ананаси перед вичавлюванням соку, використовуйте щітку та розпилювач, щоб видалити плями, недоліки та залишки пестицидів.  Після очищення фрукти поміщають у машину для очищення та віджимання ананаса, щоб отримати м’якоть, яку поміщають у спіральну соковижималку.  Потім використовується фільтр тонкого очищення соку для видалення всіх твердих речовин, клітковини та колоїдних частинок з ананасового соку.  
Для видалення повітря з ананасового соку використовується вакуумний дегазатор. Видалення газу запобігає спливу твердих частинок. Дегазація також допомагає зменшити піноутворення в упаковці, а стерилізація відбувається в теплообміннику. Після цього процесу стерилізований ананасовий сік охолоджують до 50 °C (122 °F).  Пастеризація ананасового соку зупиняє ферменти, які викликають потемніння.   Пастеризований ананасовий сік поміщають у чавунні бочки, футеровані асептичними алюмінієво-пластиковими композитними мішками.  Після охолодження ананасовий сік розливають у пляшки або банки за допомогою розливної машини.  
Порошок ананасового соку виготовляють шляхом розпилення ананасового соку на мальтодекстрин тапіоки та висушування. 

## Харчування
Ананасовий сік на 84% складається з води, на 16% вуглеводів і містить незначну кількість жирів і білків (таблиця). У 100 мл (г) базової кількості ананасовий сік містить 60 калорій, причому лише марганець містить значний вміст (53% добової норми, DV), тоді як вміст вітаміну С помірний (11% DV).

## Кулінарія
Порошок ананасового соку можна використовувати в пирогах, тістечках, кексах, булочках, чатні, джемах, чилі, цукерках, соусах і рагу. Порошок ананасового соку можна використовувати для маринування курки та риби. 

## Положення
За даними Управління з контролю за якістю харчових продуктів і медикаментів США, виготовлений і консервований ананасовий сік може містити тонко нерозчинні тверді речовини, хоча він не може містити грубих або твердих речовин або надмірної м’якоті.  Його можна підсолодити сухим поживним вуглеводним підсолоджувачем.  У концентрованому вигляді ананасовий сік можна підсолодити рідиною. 

## Ринок

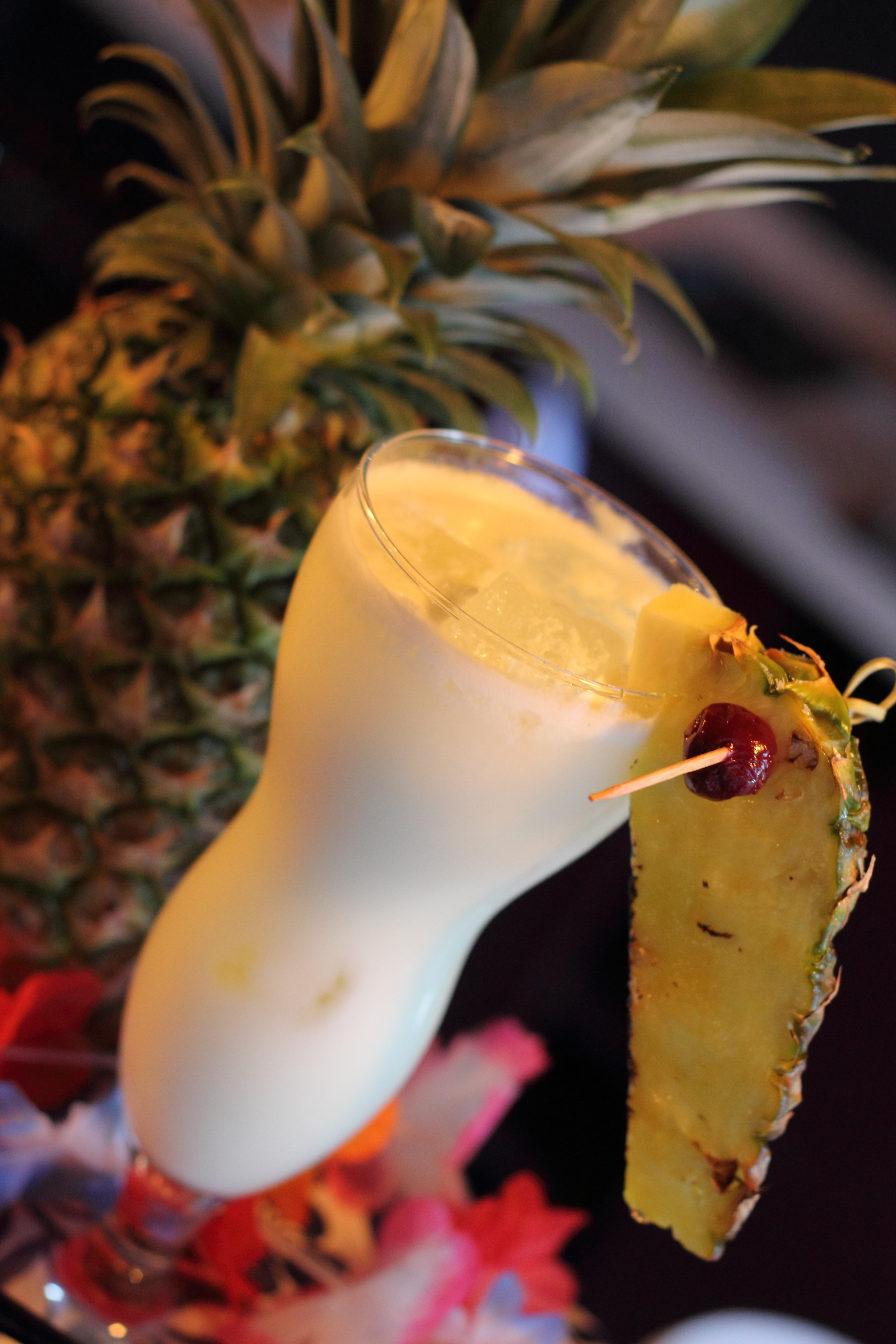
Пінья колада з гарніром

Країнами, які споживали найбільше ананасового соку у 2017 році, були Таїланд, Індонезія та Філіппіни, які разом споживали 47% від загального світового споживання.  Споживання ананасового соку в Китаї та Індії є низьким порівняно з їх населенням.  У 2019 році країнами, які споживали найбільше ананасового соку, були Іспанія, Франція та Німеччина, які споживали приблизно половину світового обсягу.  Іспанія була найбільшим виробником ананасового соку в Європі, а Франція та Італія були вторинними виробниками.  За даними Центру сприяння імпорту, провідними споживачами ананасового соку в Європі у 2017-2021 роках були Франція, Німеччина, Іспанія, Великобританія, Бельгія та Італія. А основними імпортерами ананасового соку в Європі з 2017 по 2021 роки були Нідерланди, Франція, Німеччина, Іспанія, Бельгія та Велика Британія. 

## Напої
Тепаче виготовляється зі шкірки та серцевини ананасів, цукрової тростини та кориці.  Розроблений у Пуерто-Рико як національний напій, пінья колада — це коктейль, виготовлений із білого рому, кокосових вершків і ананасового соку.  Сінгапурський слінг, розроблений у Сінгапурі, — це коктейль, виготовлений із джину, вишневого бренді, куантро, бенедиктину, лимонного соку, ананасового соку та бітеру.  Staten Island Ferry — коктейль із рому Малібу та ананасового соку. 